# تشارلز فينر
تشارلز فينر (بالفرنسية: Charles Wiener)‏ هو مستكشف فرنسي، ولد في 25 أغسطس 1851 في فيينا في النمسا، وتوفي في 3 ديسمبر 1913 في ريو دي جانيرو في البرازيل.